# Liphistius marginatus
Liphistius marginatus SCHWENDINGER, 1990 è un ragno appartenente al genere Liphistius della famiglia Liphistiidae.
Il nome del genere deriva dalla radice prefissoide greca λίπ-, lip-, abbreviazione di λιπαρός, liparòs, cioè unto, grasso, e dal sostantivo greco ἱστίον, istìon, cioè telo, velo, ad indicare la struttura della tela che costruisce intorno al cunicolo.
Il nome proprio deriva dal latino marginatus, che significa al bordo, al mergine ed indica una differenza di colore nella parte marginale del cefalotorace o dell'opistosoma rispetto al resto.

## Caratteristiche
Ragno primitivo appartenente al sottordine Mesothelae: non possiede ghiandole velenifere, ma i suoi cheliceri possono infliggere morsi piuttosto dolorosi.

## Distribuzione
Questa specie è stata rinvenuta in Thailandia.